# Onze-Lieve-Vrouwekerk (Nieuwmoer)

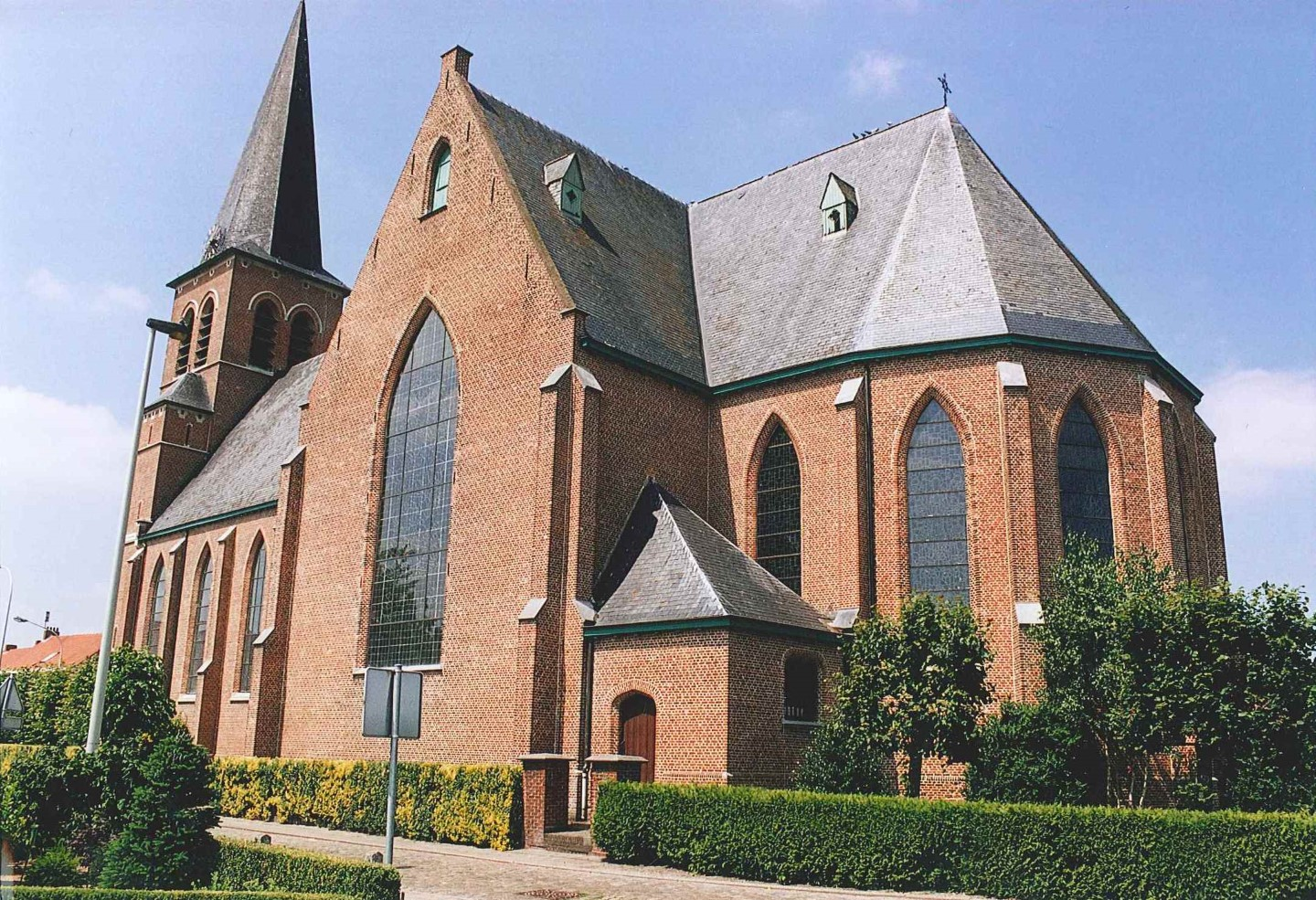
Onze-Lieve-Vrouwekerk

De Onze-Lieve-Vrouwekerk is de parochiekerk van de tot de Antwerpse gemeente Kalmthout behorende plaats Nieuwmoer, gelegen aan de Kerkstraat.
In 1477 zou er al een kapel zijn, maar pas in 1842 werd Nieuwmoer een zelfstandige parochie.
De georiënteerde bakstenen kerk in neogotische stijl werd in 1844-1846 gebouwd naar ontwerp van Ferdinand Berckmans. In 1909-1911 werd een definitieve westtoren gebouwd naar ontwerp van Jan Sel, welke de oorspronkelijke houten toren verving.
Het betreft een eenbeukige kruiskerk. De kerk bezit een beeld van Sint-Augustinus en een van Sint-Norbertus, beide in gepolychromeerd hout uit de eerste helft van de 18e eeuw. Een tweetal biechtstoelen zijn van 1653.
De kerk bezit een monument voor Jozef Tilborghs, in 1830 geboren te Nieuwmoer en hoogleraar in de muziektheorie.